# Francisco Merino Rábago
Francisco Merino Rábago (Irapuato, Guanajuato; 20 de marzo de 1920 - Ciudad de México, 25 de noviembre de 1994) fue un político mexicano, miembro del Partido Revolucionario Institucional. Se desempeñó como secretario de Agricultura y Recursos Hidráulicos de México durante el gobierno de José López Portillo entre 1976 y 1982.

## Biografía
Fue el primer hijo del telegrafista Guillermo Merino Mújica  y de Margarita Rábago Laborde.  Creció en la Ciudad de Celaya, Guanajuato. Allí cursó la Carrera de Contador Privado y otros estudios de capacitación en la Escuela Práctica de Agricultura Roque.
El 30 de marzo de 1936 ingresó en el Banco Nacional de Crédito Ejidal, S.A., como ayudante de Contador de Sociedades vinculado a la jefatura de zona en Salvatierra, Guanajuato,.
De 1936 a 1949, desempeñó los puestos de contador de Sociedades y jefe de zona en Salvatierra, Pénjamo y otras localidades.
De 1956 a 1958 fue subgerente del Banco Nacional de Crédito Ejidal en la Ciudad de México. Después, de 1958 a 1960 trabajó como asesor del Secretario de Agricultura y Ganadería.
Entre 1960 y 1964, en la Ciudad de Zamora, Michoacán, realizó los trabajos preparatorios para fundar la primera sucursal del Banco Nacional de Crédito Ejidal en dicho estado. Llegó a ser gerente de la misma, apostando por integrar una única sucursal, cuya matriz estaría en Zamora, en vez de las tres agencias que dependían de México: Briseñas, Morelia y Apatzingán.
Fue gerente del Banco Agrario de Michoacán, S.A. entre 1964 y 1968. Su designación llegó tras los relativos a la constitución de esta institución, cuya marchaá inició el 25 de noviembre de 1964.
De 1968 a 1970, ocupó nuevamente la subgerencia general del Banco Nacional del Crédito Ejidal, en la Ciudad de México.
De 1971 a 1972, fue coordinador general del Banco Nacional de Crédito Ejidal.
De julio de 1972 a agosto de 1973, fue gerente del Banco Nacional de Crédito Ejidal de la Laguna, con oficina matriz en la Ciudad de Torreón, Coahuila.
De 1973 a 1974, nuevamente fue Gerente del Banco Nacional de Crédito Ejidal de Michoacán con oficina matriz en Zamora, Michoacán.
Durante los primeros meses de 1975, ocupó la sub-dirección general del Banco Agrícola, Banco Agropecuario y Banco Nacional de Crédito Ejidal (Banca Agropecuaria).
En marzo de 1975 fue nombrado Director General de la Banca Agropecuaria, fusionando los tres Bancos, el Agrícola, el Agropecuario y el Ejidal, en un tiempo récord de dos meses, fundando el Banco Nacional de Crédito Rural.
De junio de 1975 a noviembre de 1976, ocupó el puesto de Director General del Banco Nacional de Crédito Rural, siendo el primer Titular de dicho Banco.
El 1° de diciembre de 1976, es nombrado Secretario de Agricultura y Ganadería, con el encargo de fusionar dicha Secretaría con la Secretaría de Recursos Hidráulicos.
El 5 de enero de 1977, fusionando las Secretarias de Agricultura y Ganadería con la de Recursos Hidráulicos, fue nombrado Secretario de Agricultura y Recursos Hidráulicos (SARH), terminando su cargo al finalizar el sexenio del Lic. José López Portillo.
Siendo Secretario de Agricultura y Recursos Hidráulicos fue el primer hombre del Continente Americano nombrado Presidente del Consejo Mundial de la alimentación de la Organización de la Naciones Unidas (ONU) durante el periodo de la Presidencia del Consejo que comprendía de 1981 a 1983. Asimismo, recibió los títulos “Honoris Causa” de Ingeniero Agrónomo por la Universidad Antonio Narro y el Doctorado en Agronomía por la Universidad Autónoma de Chapingo.
Por otra parte recibió también diversas condecoraciones de diferentes estados de la República Mexicana, entre las que destacan las otorgadas por el gobierno del estado de Michoacán. Así como también recibió diferentes condecoraciones de los Gobiernos de España (al Mérito Agrícola), Francia, Alemania, Yugoslavia, Italia, Rumanía, entre otros.
Director General de la Productora Nacional de Semillas (PRONASE) en 1982, para después ser nombrado Coordinador Nacional del Empleo en los Estados de Morelos, Querétaro, Guanajuato y Michoacán, Coordinador de la Confederación Nacional Campesina (CNC) y Secretario de Promoción del Voto del Partido Revolucionario Institucional (PRI).
En 1988 fue nombrado Director General de la Comisión Nacional de Fruticultura (CONAFRUT), para después en 1989 ser designado Subsecretario de Agricultura y en 1990 Consejero del C. Secretario de Agricultura y Recurso Hidráulicos, cargo que desempeñó hasta su muerte.
| Predecesor: Óscar Brauer Herrera Como (Secretaría de Agricultura y Ganadería) Antigua (Secretaría de Recursos Hidráulicos) | Secretario de Agricultura y Recursos Hidráulicos de México 1976 - 1982 | Sucesor: Horacio García Aguilar |

- Datos: Q5866776